# Оскар Перес Рохас
Оскар Перес Рохас (ісп. Óscar Pérez Rojas, нар. 1 лютого 1973, Мехіко) — мексиканський футболіст, воротар клубу «Пачука».
Більшу частину кар'єри провів у рідному клубі «Крус Асуль», з яким став чемпіоном Мексики, володарем Кубка Мексики та дворазовим володарем Кубка чемпіонів КОНКАКАФ. Також був гравцем національної збірної Мексики, разом з якою став володарем Кубка Конфедерацій, а також учасником рядну чемпіонатів світу та Америки.

## Клубна кар'єра
Народився 1 лютого 1973 року в місті Мехіко. Вихованець футбольної школи клубу «Атланте».
У дорослому футболі дебютував 1991 року виступами за команду клубу «Крус Асуль», в якій провів сімнадцять сезонів, взявши участь у 361 матчі чемпіонату. Більшість часу, проведеного у складі «Крус Асуль», був основним голкіпером команди.
Згодом з 2008 по 2010 рік грав на правах оренди за клуби «УАНЛ Тигрес» та «Хагуарес Чіапас», після чого ще сезон провів у клубі «Некакса».
До складу клубу «Сан-Луїс» приєднався влітку 2011 року. За два сезони встиг відіграти за команду із Сан-Луїс-Потосі 62 матчі в національному чемпіонаті.
Влітку 2013 року став гравцем «Пачуки». Відтоді встиг відіграти за команду з Пачука-де-Сото 70 матчів в національному чемпіонаті.

## Виступи за збірну
У 1995 році дебютував в офіційних матчах у складі національної збірної Мексики.
У складі збірної був учасником трьох чемпіонатів світу: 1998 року у Франції, 2002 року в Японії і Південній Кореї та 2010 року у ПАР.
Брав участь у чотирьох розіграшах Копа Америка, на які запрошувалася мексиканська збірна, — розіграшу Кубка Америки 1995 року в Уругваї, розіграшу 1999 року в Прагваї, на якому команда здобула бронзові нагороди, розіграшу 2001 року в Колумбії, де разом з командою здобув «срібло», а також розіграшу 2004 року у Перу.
Учасник двох розіграшів Кубка Конфедерацій: 1997 року в Саудівській Аравії та 1999 року у Мексиці, де господарі вибороли титул переможців турніру.
Чотири рази ставав учасником розіграшів Золотого кубка КОНКАКАФ — континентальної першості Північної Америки. Захищав ворота мексиканців в рамках розіграшу Золотого кубка КОНКАКАФ 1998 року, розіграшу 2000 року, розіграшу 2003 року та розіграшу 2009 року. У 1998, 2003 та 2009 роках допомагав збірній Мексики стати найсильнішою командою регіону.
Загалом провів у формі головної команди країни 56 матчів, пропустивши 53 голи.

## Титули і досягнення
- Чемпіон Мексики (1):

«Крус Асуль»: 1997
- Володар Кубка Мексики (1):

«Крус Асуль»: 1996-97
- Володар Кубка чемпіонів КОНКАКАФ (2):

«Крус Асуль»: 1996, 1997
Збірні
- Срібний призер Панамериканських ігор: 1995
- Володар Кубка Конфедерацій: 1999
- Володар Золотого кубка КОНКАКАФ: 1998, 2003, 2009
- Срібний призер Кубка Америки: 2001
- Бронзовий призер Кубка Америки: 1999